# アンドレイ・ヴォロニン
アンドレイ・ヴォロニン（アンドリー・ヴォローニン、ウクライナ語: Андрій Воронін, 1979年7月21日 - ）は、ウクライナ出身の元サッカー選手。ポジションはFW, またはMF。
ウクライナ代表ではアンドレイ・シェフチェンコの良き相方として活躍していた。長めのポニーテールがトレードマーク。姓は「烏」を意味する「ヴォローナ」から生まれた名前であるが、このことから逆にヴォロニンは「ヴォローナ」の愛称で呼ばれる。

## 選手経歴

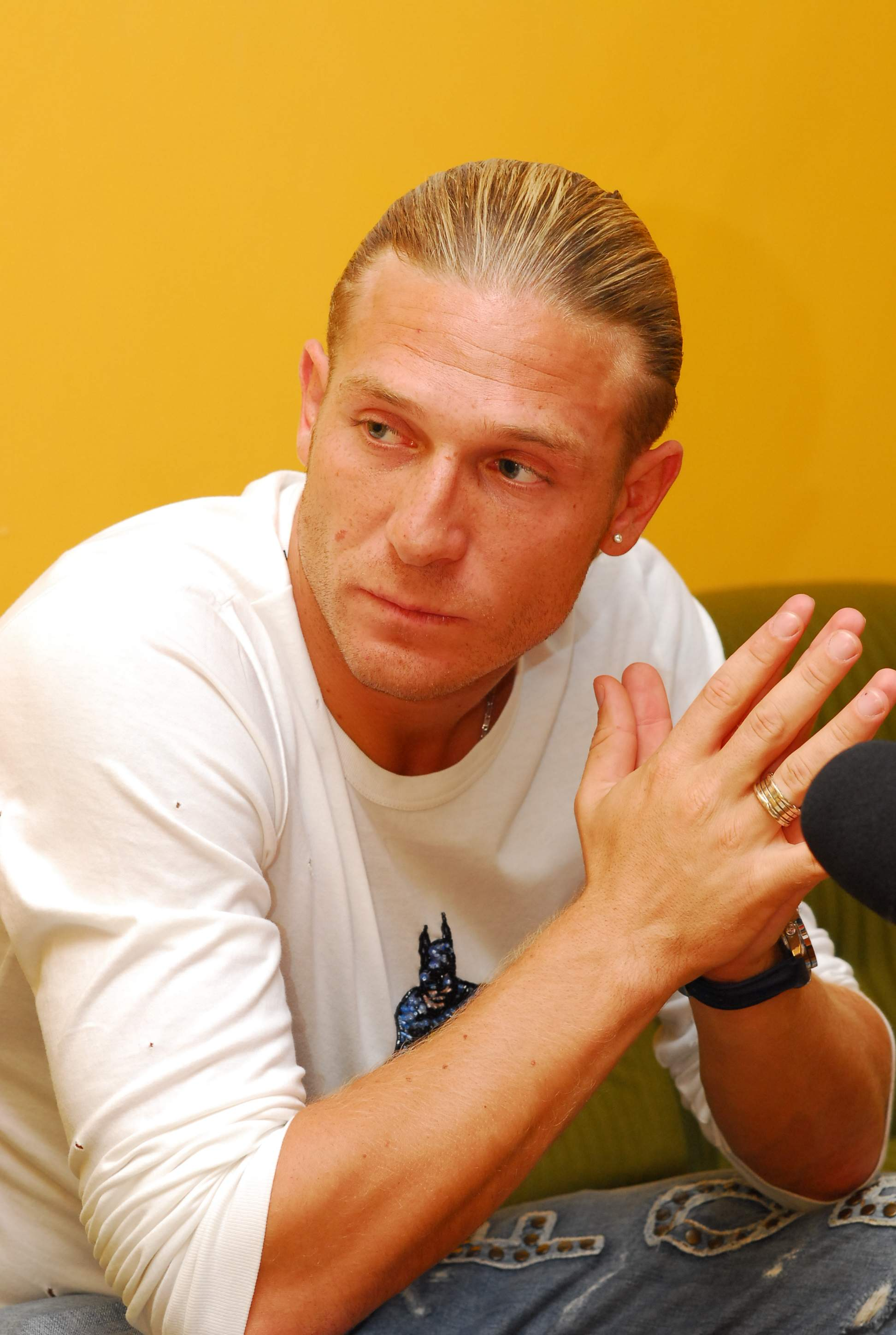
選手時代（リヴァプールFC、2009年）

FCチョルノモレツ・オデッサのユースに所属していたヴォロニンは、1995年にブンデスリーガ、ボルシア・メンヒェングラートバッハへと移籍し、1997年のバイエルン・ミュンヘン戦でデビューを果たす。しかし、そこでも出場のほとんどがユースチームであり、トップチームでの出場は5年間で一桁しかなく、1得点のみしか奪えなかった。その後、当時ドイツ2部リーグに所属していた1.FSVマインツ05へと活躍の場を移す。そこでストライカーとしての才能を発揮し、3年目で20ゴールを挙げ得点王に輝く。また、2002年1月にはウクライナ代表にも呼ばれ、3月のルーマニア代表との親善試合で代表デビューも果たした。VfBシュトゥットガルトやボローニャFCなどのクラブがヴォロニンの代理人に接触し、マインツも契約延長の交渉をした。しかし、マインツは同年ドイツ1部に昇格することができず、結局ヴォロニンは1.FCケルンへと移籍する。そこで1年間プレーした後、バイエル・レヴァークーゼンへと移った。
レヴァークーゼンは、ケルン時代からヴォロニンに興味を示しており、ケルンと対戦し、1ゴール1アシストをしたヴォロニンに「ケルンで本当に素晴らしい唯一の選手」(the only true good footballer at Köln) と評した。また、『ビルト』紙に「ケルンの唯一のストライカーは、レバークーゼンの全てのスターよりも危険だ」と書かれた（この試合結果は2-2でドロー）。また、ワールドカップ ドイツ大会では初のベスト8進出を果たす。2006-07シーズンの終わりにレバークーゼンから契約延長のオファーを断ったヴォロニンには、フランス、スペイン、イタリア、スコットランドからオファーが届いた。
2007年2月26日、リヴァプールFCはフリーでヴォロニンを4年契約で獲得し、夏にチームに加わることを発表した。8月11日のアストン・ヴィラFC戦で78分から出場し、リヴァプールデビューした。そして、15日のUEFAチャンピオンズリーグトゥールーズFC戦でリヴァプール初ゴールを挙げる。そして、25日に行われたサンダーランドAFC戦でプレミア初ゴールを決めた。しかし、2008年1月25日にトレーニング中に足首を怪我してしまう。そして、レンタルでヘルタ・ベルリンへと1年間の移籍に合意した。ベルリンではまずまずの成績を残し、2009-10シーズンにリヴァプールに復帰、しかしながら出場機会は少なく、2010年1月にFCディナモ・モスクワへの移籍が合意に至っていることが発表された。
2015年2月、怪我のため現役引退を表明した。

## 指導者経歴
引退後は指導者に転身。2020年からは、現役時代の最後にプレーしたFCディナモ・モスクワでアシスタントコーチを務めていたが、祖国が2022年ロシアのウクライナ侵攻を受けた事情で退団した。

## 代表歴

### 出場大会
- ウクライナ代表
  - 2006 FIFAワールドカップ

### 試合数
- 国際Aマッチ 75試合 8得点（2002年-2012年）[3]

| ウクライナ代表 | 国際Aマッチ | 国際Aマッチ |
| 年             | 出場        | 得点        |
| -------------- | ----------- | ----------- |
| 2002           | 4           | 1           |
| 2003           | 9           | 1           |
| 2004           | 6           | 0           |
| 2005           | 8           | 1           |
| 2006           | 14          | 2           |
| 2007           | 11          | 1           |
| 2008           | 5           | 0           |
| 2009           | 5           | 0           |
| 2010           | 3           | 0           |
| 2011           | 5           | 1           |
| 2012           | 5           | 1           |
| 通算           | 75          | 8           |